# ヒヨスチアミン (6S)-ジオキシゲナーゼ
ヒヨスチアミン (6S)-ジオキシゲナーゼ（hyoscyamine (6S)-dioxygenase）は、次の化学反応を触媒する酸化還元酵素である。
L-ヒヨスチアミン + 2-オキソグルタル酸 + O2 {\displaystyle \rightleftharpoons } (6S)-ヒドロキシヒヨスチアミン + コハク酸 + CO2
反応式の通り、この酵素の基質はL-ヒヨスチアミンと2-オキソグルタル酸とO2、生成物は(6S)-ヒドロキシヒヨスチアミンとコハク酸とCO2である。補因子として鉄とアスコルビン酸を用いる。
組織名はL-hyoscyamine,2-oxoglutarate:oxygen oxidoreductase ((6S)-hydroxylating)で、別名にhyoscyamine 6β-hydroxylase、hyoscyamine 6β-dioxygenase、hyoscyamine 6-hydroxylaseがある。